# Samuel A. Cartwright
"Samuel Adolphus Cartwright" (Fairfax ,3 de novembro de 1793 - Jackson, 2 de maio de 1863) era um médico que praticava no Mississipi e na Louisiana, nos Estados Unidos da América. Cartwright é mais conhecido como o inventor da 'doença mental' da drapetomania, o desejo de um escravo pela liberdade. Durante a Guerra Civil Americana, ele se juntou aos Estados Confederados da América e recebeu a responsabilidade de melhorar as condições sanitárias nos campos de Vicksburg, Mississippi e Port Hudson na Louisiana.

## Biografia
Cartwright nasceu em Fairfax na Virgínia. Antes de 1812, ele começou sua formação médica como aprendiz do Dr. John Brewer. Depois disso, ele foi aprendiz do Dr. Benjamin Rush, da Filadélfia. Ele também cursou a Faculdade de Medicina da Universidade da Pensilvânia. Cartwright já foi cirurgião sob o comando do general (mais tarde presidente dos EUA) Andrew Jackson.
Ele praticava medicina em Huntsville, Alabama (condado de Madison), depois em Natchez, Mississippi (condado de Adams) e, finalmente, em Nova Orleans, onde se mudou em 1858. Dr. Cartwright casou-se com Mary Wren em 1825, e eles tiveram pelo menos um filho.
Ele morreu em Jackson, capital do estado do Mississippi, dois meses antes da rendição de Vicksburg às forças do general Ulysses S. Grant.

## Escravos
No período pré-guerra, os sulistas, juntamente com muitos nortistas, geralmente consideravam os negros racialmente inferiores aos brancos. Eles buscaram "provas científicas" para argumentar contra as reivindicações de "direitos humanos" dos abolicionistas. A Associação Médica da Louisiana acusou Cartwright de investigar "as doenças e peculiaridades físicas da raça negra". Seu relatório foi entregue como um discurso em sua reunião anual em 12 de março de 1851 e publicado em seu diário. As partes mais sensacionalistas, sobre drapetomania e disestesia aethiopica, foram reimpressas na revisão de DeBow. Posteriormente, ele preparou uma versão abreviada, com fontes citadas, para Southern Medical Reports.
Cartwright é mais lembrado por inventar, neste relatório, uma condição que ele chamou de drapetomania, ou o desejo de fugir da servidão. Segundo ele, a drapetomania é um distúrbio mental semelhante à alienação (loucura). Ele disse que os escravos deveriam ser mantidos em estado submisso e tratados como crianças, com "cuidado, bondade, atenção e humanidade para impedir e curá-los de fugir". Se, no entanto, ficarem insatisfeitos com sua condição, devem ser açoitados para impedir que fuja. Ao descrever sua teoria e a cura para a drapetomania, Cartwright se baseou em passagens das escrituras cristãs sobre a escravidão.
Cartwright também inventou outro 'distúrbio', a disestesia aethiopica, uma doença "que afeta a mente e o corpo". Cartwright usou sua teoria para explicar a percepção de falta de ética no trabalho entre os escravos.
Segundo Cartwright, a disestesia aethiopica era "muito mais prevalente entre negros livres que vivem em grupos por si mesmos do que entre escravos em nossas plantações, e ataca apenas escravos que vivem como negros livres em relação a dieta, bebidas, exercícios etc." - de fato, segundo Cartwright, "quase todos os negros livres estão mais ou menos aflitos com isso, que não têm uma pessoa branca para dirigir e cuidar deles".
O Relatório de Cartwright estava de acordo com as opiniões de defensores da escravidão como Thomas Roderick Dew, do College of William and Mary, em Williamsburg, Virgínia, e James D.B. DeBow, uma editora de revistas do sul. Cartwright contribuiu com catorze artigos na DeBow's Review entre 1851 e 1862, principalmente sobre condições sanitárias.